# کشور فرادریایی فرانسه
در پی جنبش‌های استقلال‌طلبانه‌ای در پلی‌نزی فرانسه در سال ۲۰۰۴، فرانسه وضعیت پلی‌نزی فرانسه را از سرزمین فرادریایی فرانسه به کشور فرادریایی (فرانسوی: Pays d'outre-mer‎) تغییر داده‌است.
پلی‌نزی فرانسه در گذشته قلمرو فرادریا بود که بعد از تغییر در قانون اساسی در تاریخ ۲۸ مارس ۲۰۰۳ به سرزمین فرادریایی فرانسه تغییر یافت و در پی جنبش‌های استقلال‌طلبانه در تاریخ ۲۷ فوریه ۲۰۰۴ جزء دسته‌بندی کشور فرادریایی قرار گرفته‌است.